# Одельцхаузен
Одельцхаузен (нем. Odelzhausen) — община в Германии, в земле Бавария. 

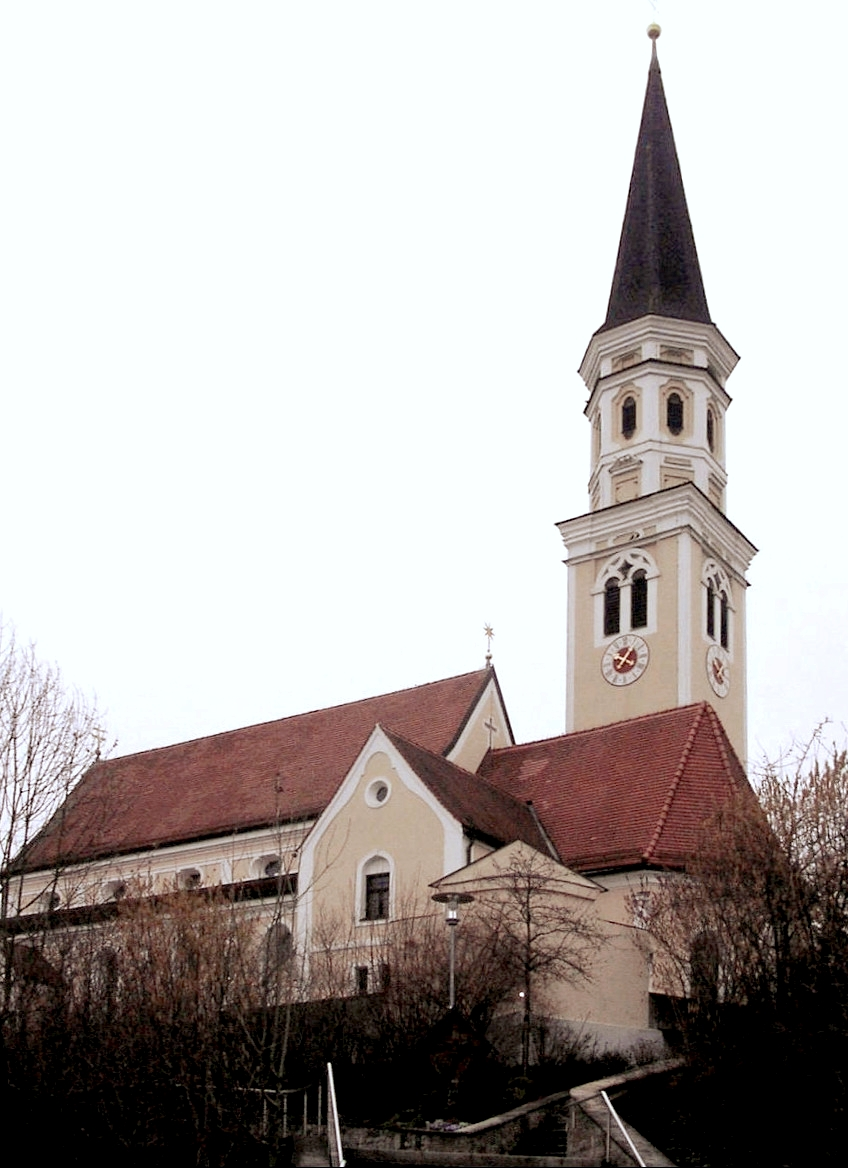
Приходская церковь Святого Бенедикта в Одельцхаузен

Подчиняется административному округу Верхняя Бавария. Входит в состав района Дахау.  Население составляет 4312 человек (на 31 декабря 2010 года). Занимает площадь 30,48 км².
Коммуна подразделяется на 14 сельских округов.